# .pg
.pg è il dominio di primo livello nazionale assegnato alla Papua Nuova Guinea.